# Левда, Яков Ефимович
Я́ков Ефи́мович Левда (род. 6 сентября 1940, Ровеньки, Воронежская область) — российский тромбонист, солист Государственного духового оркестра России, заслуженный артист РСФСР (1981).

## Биография
В 1963 году Яков Левда окончил музыкальное училище Московской консерватории по классу Михаила Турусина, а в 1968 — консерваторию по классу Мамеда Зейналова. В 1968–70 годах он играл в Московском отдельном музыкальном ансамбле.
С 1970 года  — солист-концертмейстер группы тромбонов Государственного духового оркестра России.

## Награды
- Заслуженный артист РСФСР (1981).
- Благодарность Министра культуры и массовых коммуникаций Российской Федерации (13 февраля 2006 года) — за многолетний добросовестный труд, творческие заслуги, высокое исполнительное мастерство и в связи с 35-летием со дня создания федерального государственного учреждения культуры «Государственный духовой оркестр России»[1].